# Michael Scot
Michael Scot (latină: Michael Scotus; n.1175 – d.1232) a fost un matematician și polihistor scoțian din Evul Mediu.

## Prima parte a vieții și educația
Scot s-a născut undeva în regiunile de frontieră ale Scoției sau Angliei de nord. S-a susținut că el a studiat mai întâi la școala catedralei din Durham și apoi la Oxford și Paris, devotându-se filozofiei, matematicii și astrologiei. Apare că el studiase, de asemenea, teologia și a fost hirotonit preot, deoarece papa Honorius al III-lea i-a scris lui Stephen Langton pe 16 ianuarie 1223/4, îndemnându-l să confere un beneficiu englez lui Scot, și l-a nominalizat pe Scot ca arhiepiscop de Cashel în Irlanda. Scot a refuzat această numire, dar el pare să fi deținut beneficii în Italia. De la Paris, Scot s-a dus la Bologna, și apoi, după un sejur la Palermo, a plecat la Toledo. Acolo el a învățat limba arabă suficient de bine pentru a studia versiunile arabe ale scrierilor lui Aristotel și multe comentarii ale arabilor despre acestea, precum și lucrări originale ale lui Avicenna și Averroes.

## Cariera
Scoțianul a fost un exemplu tipic de savant rătăcitor poliglot din Evul Mediu - un preot care știa latină, greacă, arabă și ebraică. Când el era de aproximativ 50 de ani, Frederick al II-lea l-a atras la curtea lui din Regatul Siciliei, și la îndemnul împăratului a supravegheat (împreună cu Hermannus Alemannus) o nouă traducere a lui Aristotel și a comentariilor arabe din arabă în latină. Există traduceri ale lui Scot însuși la Historia animalium, De anima și De coelo, împreună cu comentariile lui Averroes asupra lor.
Cea de-a doua versiune a faimoasei cărți a lui Fibonacci despre matematică, Liber Abaci, a fost dedicată lui Scot în 1227, și s-a sugerat că Scot a avut o contribuție la prezentarea de către Fibonacci a secvenței care îi poartă numele.